# Hromadná vražda československých občanů v Birkenau
Hromadná vražda československých občanů v Birkenau byla událost, k níž došlo v noci z 8. na 9. března 1944. Tehdy bylo v plynových komorách zavražděno 3792 československých občanů. Jedná se o největší masakr československých občanů ve 20. století.
Zavraždění byli do Birkenau transportováni začátkem září z terezínského ghetta. Do plynových komor vstupovali za zpěvu československé hymny Kde domov můj, Internacionály a židovské hymny ha-Tikva.